# Jeannine Gmelin
Jeannine Gmelin (ur. 20 czerwca 1990 w Uster) – szwajcarska wioślarka, olimpijka. 
Podczas letnich igrzysk olimpijskich w Rio de Janeiro (2016) awansowała do finału konkurencji wioślarskich jedynek kobiet, w którym zajęła 5. miejsce. 
Dwukrotna medalistka wioślarskich mistrzostw świata w konkurencji jedynek: złota (Sarasota 2017) oraz srebrna (Płowdiw 2018). 
Trzykrotna medalistka wioślarskich mistrzostw Europy w konkurencji jedynek: złota (Glasgow 2018) oraz dwukrotnie srebrna (Poznań 2015, Lucerna 2019).